# Ondřej Přikryl

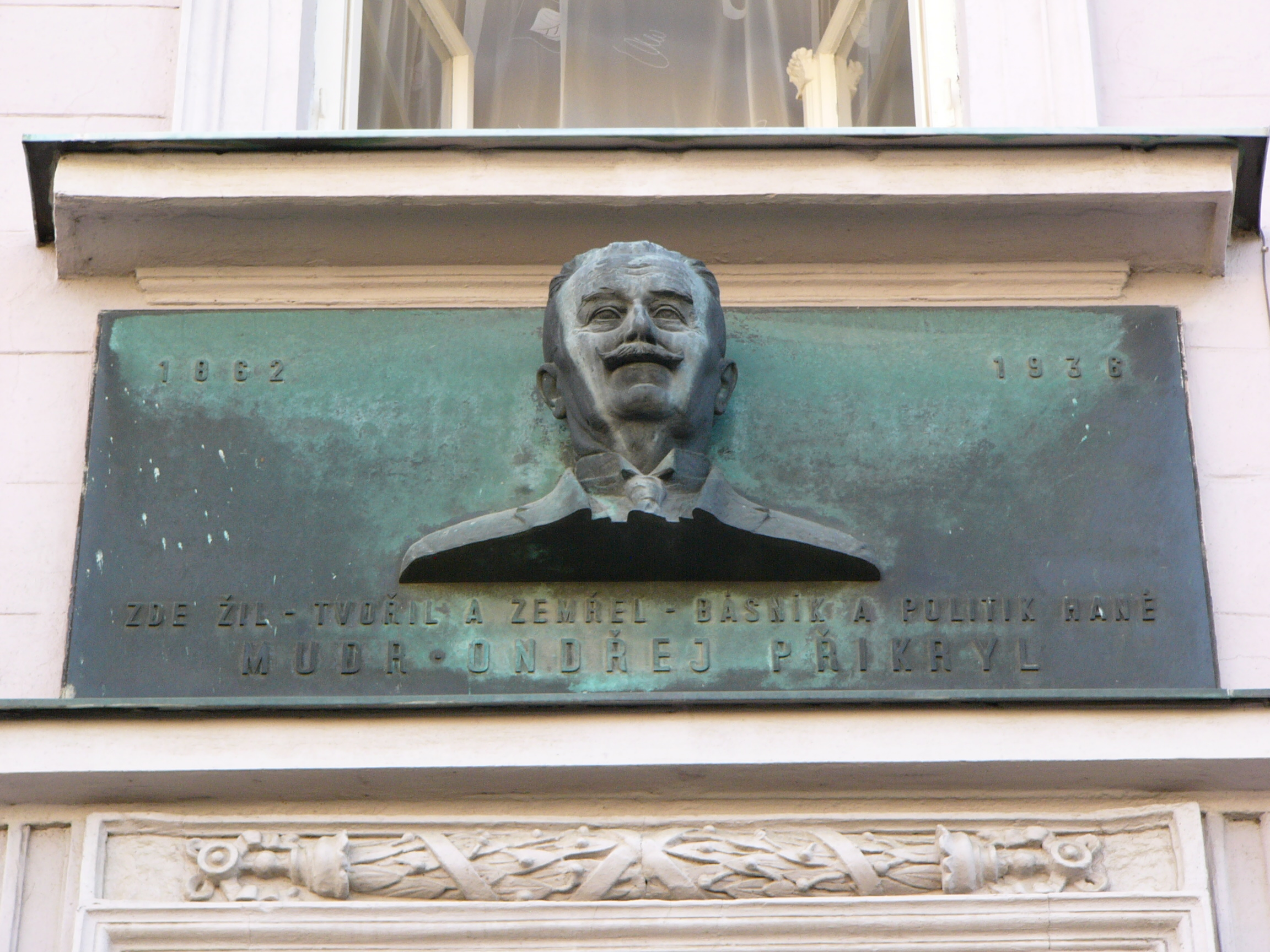
Pamětní deska a busta Ondřeje Přikryla na měšťanském domě, Žižkovo náměstí 132/21, Prostějov.

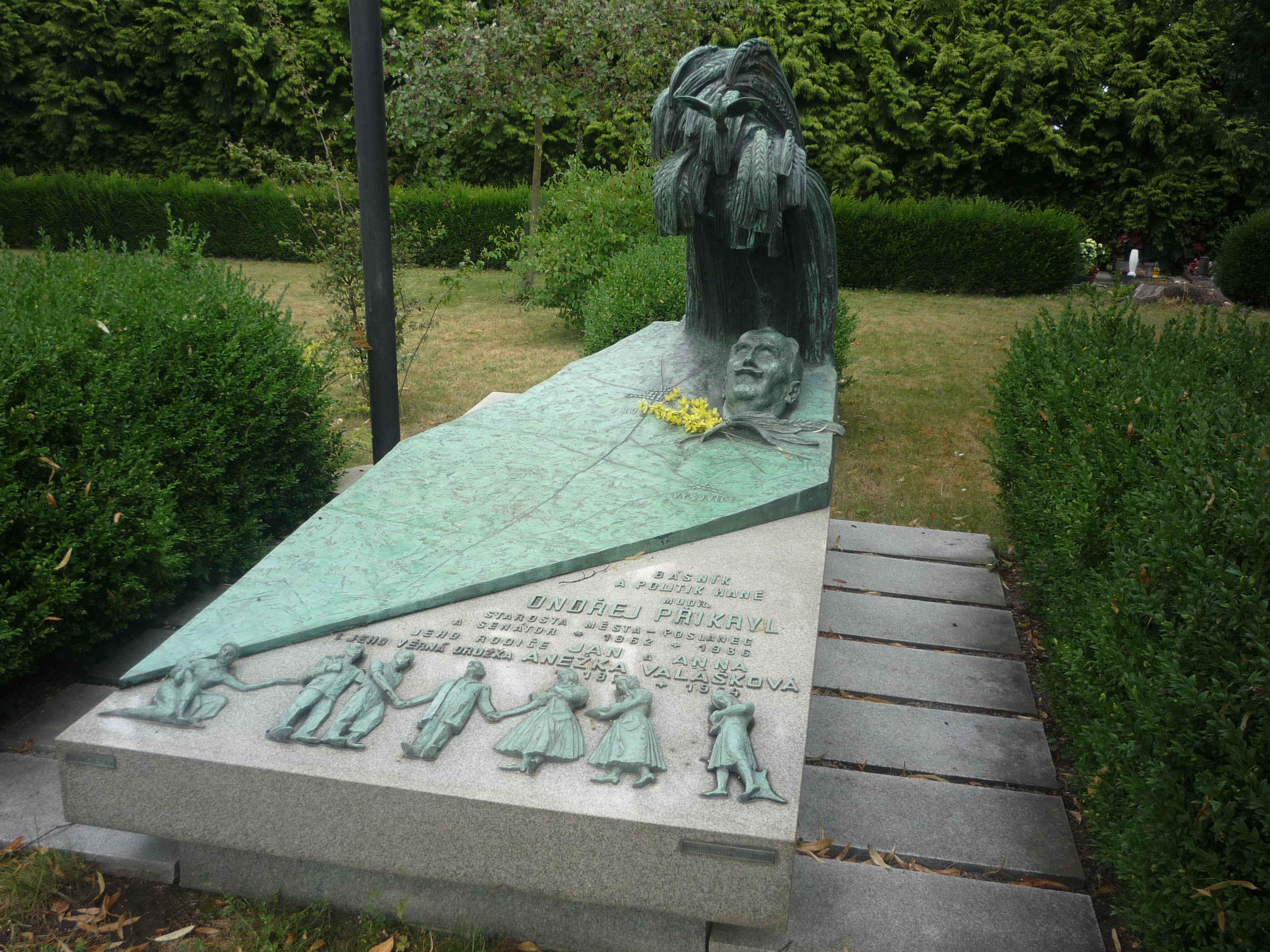
Hrob Ondřeje Přikryla.

Ondřej Přikryl (26. listopadu 1862 Výšovice – 22. prosince 1936 Prostějov) byl moravský lékař, básník, spisovatel a československý politik; starosta Prostějova, prvorepublikový senátor Národního shromáždění za Československou národní demokracii.

## Život
Narodil se v rodině rolníka Johanna Přikryla a Anny rozené Zatloukalové. Měl čtyři sourozence: Marianu (1853–1880), Josefa (1864–1867), Františku (1868–1882) a Františka (1871).
Ve Výšovicích Ondřej navštěvoval obecnou školu. Rodina se později přestěhovala do Čechovic. Vystudoval Slovanské gymnázium v Olomouci, kde maturoval roku 1881. Absolvoval studia medicíny na Lékařské fakultě Univerzity Karlovy v Praze, kde promoval 3. prosince 1886. Po studiích se 21. 4. 1888 oženil s Miloslavou Kouteckou, se kterou měl dceru Miladu, která r. 1890 zemřela. R. 1907 se s Miloslavou rozvedl a poté se stala jeho družkou po zbytek života vdova Anežka Valášková.
Od 7. října 1887 působil jako praktický lékař v Prostějově. Angažoval se v komunální politice, kdy ještě koncem 19. století v Prostějově dominovala německá strana. Zasloužil se o převedení samosprávy do českých rukou roku 1892. Podobně se angažoval v českém vítězství v olomoucké obchodní a živnostenské komoře. Od 31. prosince 1913 převzal po Josefu Horákovi místo starosty Prostějova a zůstal jím až do roku 1919. Inicioval výstavbu přehrady u Stichovic. Za jeho úřadování byla dostavěna roku 1914 nová radnice.
Od poloviny 90. let 19. století byl aktivní v Českém politickém spolku v Prostějově, který měl blízko k Lidové straně na Moravě (moravská odnož mladočeské strany). Později vplynul do Lidové strany pokrokové na Moravě. V jejím rámci představoval Přikryl a jeho prostějovská skupina konzervativní křídlo, které okolo roku 1911 odmítalo samostatný postup předsedy strany Adolfa Stránského a trvalo na užší spolupráci s mladočechy. V červenci 1911 dokonce do Prostějova přijeli z Prahy Karel Kramář a František Sís a jednali o možnosti vytvoření nového politického subjektu, který by byl novou mladočeskou stranou na Moravě. Ve straně nakonec ale zůstal, přestože jeho názorové rozdíly se Stránským trvaly.
Zapojil se i do vysoké politiky. V zemských volbách roku 1902 byl zvolen na Moravský zemský sněm za městskou kurii, obvod Prostějov, Německý Brodek. Mandát obhájil i v zemských volbách roku 1906 za českou městskou kurii, obvod Prostějov, Plumlov a opětovně zde byl zvolen i v zemských volbách roku 1913. Díky jeho iniciativě byla roku 1906 lékařská komora moravská rozdělena na českou a německou sekci (v dosavadní jednotné komoře bylo neúměrně nízké zastoupení etnických Čechů). Prosadil také zdravotní zemský zákon přijatý během let 1908–1909 po složitých debatách.
Během první světové války patřil v Lidové straně pokrokové na Moravě k opozičnímu křídlu volně navázanému na redakci Lidových novin, jež odmítalo prorakouský aktivismus stranického vedení. 29. října 1918 pak na manifestaci na prostějovském náměstí oznámil vyhlášení československého státu. V červnu 1919 po komunálních volbách roku 1919 opustil funkci starosty města, ale nadále se veřejně a politicky angažoval.
V parlamentních volbách v roce 1920 získal za Československou národní demokracii senátorské křeslo v Národním shromáždění, kde setrval do roku 1925. Profesí byl lékařem v Prostějově.
Ještě v komunálních volbách roku 1925 byl opětovně zvolen do obecního zastupitelstva v Prostějově, ale kvůli chorobě musel zakrátko na funkci v zastupitelstvu rezignovat. V roce 1926 se stal předsedou místní organizace Národní demokratické strany v Prostějově a zůstal jím až do října 1935, kdy odešel ze zdravotních důvodů.
V letech 1913–1936 byl členem Moravského kola spisovatelů. Od března 1935 byl nemocný. Zemřel 22. prosince 1936 ve 3 hodiny ráno v Prostějově. Pohřben byl na Městském hřbitově v Prostějově.

## Dílo
Specializoval se na kulturu v oblasti Hané. Mnohé své publikace psal hanáckým nářečím (od r. 1893) a uváděl v nich vždy malý slovníček hanáckých pojmů. Psal básně i fejetony.
- Hanácky pěsničke – sbírka lidových písní. Brno: Arnošt Píša, 1900
- Novy hanácky pěsničke – Brno: A. Píša, 1901
- Křížová cesta opravy volebního řádu pro sněm markrabství moravského – přednáška. Prostějov: vlastním nákladem, 1903
- Volební oprava na sněm zemský v moravských smiřovačkách – Brno: Lidové noviny, 1904
- Několik črt z posledních 15 let města Prostějova – vyobrazeními opatřil a k tisku připravil Hugo Raulich. Prostějov: Družstvo městského spolkového domu, 1907
- Z večera: verše – Prostějov: Josef F. Buček, 1912
- Ešče z Hané: verše – Brno: A. Píša, 1912
- Padesátka z Hané: beletrie – Prostějov: J. F. Buček, 1912
- Deset let poslanecké činnosti MUDr. Ondřeje Přikryla – Prostějov: Občanská strana národní, 1913
- Haná a Romža: pohádka – ilustrace Adolfa Kašpara. Brno: Moravské kolo spisovatelů, 1914
- Chabašči: hanácky pěsničke – Přerov: Přerovský obzor, 1914
- Z vojne: hanácky verše – tři knihy básní s válečnou tematikou; obálku a vnitřní výzdobu knihy navrhl a dřevorytem provedl Jaroslav Votruba. Přerov: Tiskařská a vydavatelská společnost, 1917
- Čase tvrči než ocel: hanácky pěsničke z vojne – Praha: K. Píchal, 1921
- Slizovy ruže: hanácky pěsničke – Praha: K. Píchal, 1921
- Zápise krála Ječminka – Praha: K. Píchal, 1921
- Meze dětima: hanácky hračke a plačke – Prostějov: J. F. Buček, 1922
- Rozmaryn: hanacky pěsničke – Prostějov: J. F. Buček, 1922
- Stařeček z Hané: hanácky pěsničke – Prostějov: J. F. Buček, 1922
- 1873–1923: k padesátému výročí Úvěrního spolku Záložna a zastavárna v Prostějově – Prostějov: Hlasy z Hané, 1924
- Meze chasó – Prostějov: J. F. Buček, 1924
- Ondřeji a inši obrázke z Hané – Olomouc: Romuald Promberger, 1925
- Troji ósměv Kostřa – bratrom Sokolom v Kostelco na Hané k otevření nové sokolovně věnoje MUDr. Ondřej Přikryl. Kostelec na Hané: Sokol, 1925
- Báňa a inši obrázke z Hané – Olomouc: R. Promberger, 1927
- Bévalo: obrázke z Hané – Olomouc: R. Promberger, 1927
- Prostijovsky pěsničke: sbírka lidových písní – Prostějov: Vydavatelský spolek, 1927
- Z bojů o Obchodní a živnostenskou komoru v Olomouci: čtvrtstoletá vzpomínka jubilejní – Praha: Moravsko-slezská Beseda, 1927
- Dule z hroške: obr. z Hané okolo púlke 19. stol. – Brno: N. noviny, 1928
- Hanácky pěsničke: drohy doplněny vedání – Olomouc: R. Promberger, 1928
- Pod Kosiřem: obrázke z Hané – Olomouc: R. Promberger, 1928
- Úryvky ze zápisků v době válečné – Prostějov: Hlasy z Hané, 1928
- Komurka; Stréc Karásek – Olomouc: R. Promberger, 1929
- Z těžkých dob Prostějova I. díl – Prostějov: Hlasy z Hané, 1929
- Z těžkých dob Prostějova II. díl – Prostějov: Hlasy z Hané, 1929
- Z těžkých dob Prostějova III. díl – Prostějov: Hlasy z Hané, 1930
- Z těžkých dob Prostějova IV. díl – Prostějov: Hlasy z Hané, 1930
- Červánky Prostějova – Prostějov: Hlasy z Hané, 1931
- Kardenálu klobók – oslavná báseň husitského vítězství u Domažlic v roce 1431
- Stréc dedektiv a inši řikačke z Hané – Prostějov: Hlasy z Hané, 1932
- Mhla – Prostějov: Hlasy z Hané, 1933
- Oklipke – Prostějov: Hlasy z Hané, 1934
- Průchod do pekel – nakreslil Bohumil Stanislav Urban. Praha: vlastním nákladem, 1935
- K ževoto! Pěsničke těžko raněnyho – Prostějov: Hlasy z Hané, 1935
- Před chropeňském zámkem; Pruchod do pekel; Ječminek repoblekán – Iniciálky a ilustrace od prof. Antonína Kameníka. Prostějov: Hlasy z Hané, 1936
- Z kroneke Hané – litografické listy od prof. A. Kameníka. Prostějov: Hlasy z Hané, 1936